# 集通铁路
集通铁路一条自内蒙古自治区乌兰察布市至通辽市的铁路。正线全长923公里。途经内蒙古自治区乌兰察布市，锡林郭勒盟，赤峰市，通辽市，于1995年12月1日开通运营。是中国最长的合资铁路，由内蒙古自治区人民政府和铁道部共同投资和建设，现由内蒙古集通铁路有限责任公司呼和浩特局集团有限公司共管辖运营。初期为双线非电气化铁路（蒙根塔拉至大板段為單線），2024年11月21日起全线为双线电气化铁路。

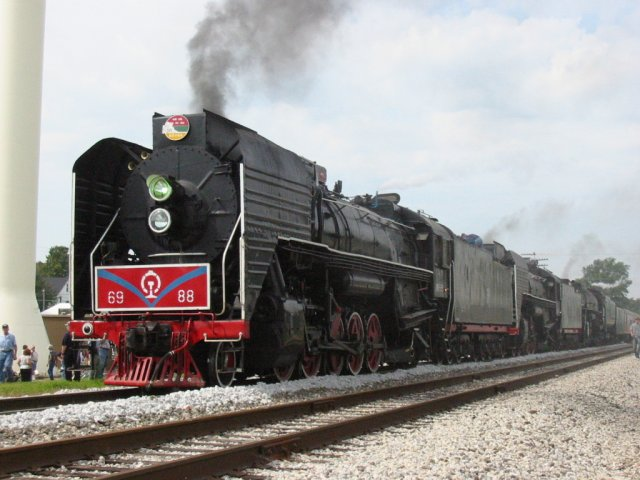
在美国行走的前进型6988和7081号蒸汽机车

该线是世界上使用蒸汽机车作为牵引动力的最后一条主干线铁路（各地尚有部分非干线铁路依然使用蒸汽机车作为牵引动力，如四川的芭石铁路、印度的大吉岭铁路、古巴的部分糖运铁路等），至2005年12月8日，最後一班蒸汽机车开出后，该线便正式改用柴油机车，标志着中国蒸汽机车时代的终结。其中两辆编号分别为6988和7081的前进型蒸汽机车已于2006年被运往美国作动态保存。

## 扩能电气化改造
2020年4月28日，集通铁路電氣化擴能工程正式動工。工程完成後，货运量将由现時的3600万吨增加至8000万吨，日均开行旅客列车将由現時的13对增加至30对，旅客列车运行速度将从65km/h大幅提升至最高160km/h。
2023年2月27日，集通鐵路集宁至好鲁库段正式通電，餘下路段將會在2024年電氣化通車。7月26日，集通铁路电气化改造工程平顶庙至大板区段复线开通运营。8月12日，集通铁路电气化改造工程首条隧道申营子隧道贯通。11月20日，集通铁路好鲁库至蒙根塔拉段电气化改造工程完成，正式开通。
2024年1月21日，电气化改造工程全线最长隧道克什克腾隧道全隧顺利实现贯通。
2024年10月14日，集通铁路大板至哲里木段电气化工程完成。
2024年11月21日，隨著集通铁路大板至蒙根塔拉段电气化工程完成，標誌著集通鐵路全線正式電氣化通車，全線縮短至923公里，客運列車的最高時速將於2025年1月调整运行图后由65km/h提速至120km/h，屆時來往呼和浩特至通辽的行車時間將會大幅縮短。而年货运能力將由現時的3600万吨提升至逾8000万吨。